# Kaarde

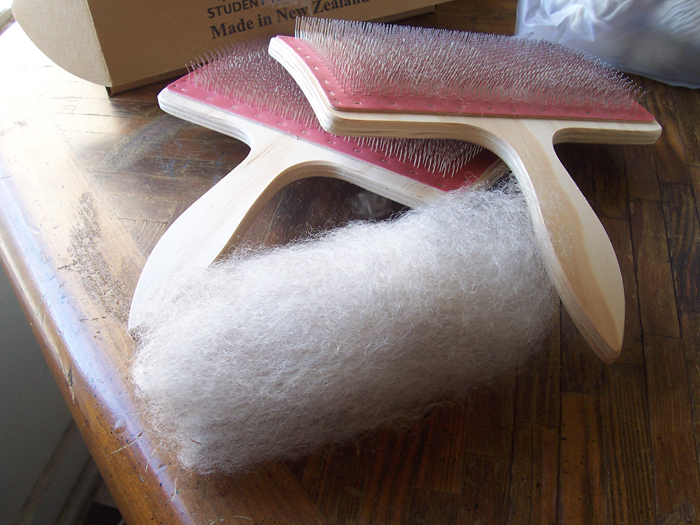
Kaarden

Een kaarde (ook: wolkam) is een kam waarmee wolwevers de vezels van de wol ontrafelen en evenwijdig leggen (het kaarden van de wol), zodat er een draad van kan worden gesponnen. Het bestaat uit een platte plank met een handvat. In de plank zijn kleine spijkers geslagen.
In de mechanische spinnerij is de kaarde de machine die de vezel ontwart en voororiënteert. Van de vezels wordt een vlies gevormd dat daarna tot een dikke bundel vezels, de lont, wordt samengevoegd.

De kaarde is ook het attribuut van Blasius van Sebaste.

De plant 'kaardenbol' dankt haar naam aan deze wolkam, vanwege haar gelijkenis. De gedroogde zaadbol van de kaardebol werd niet voor het kaarden maar voor het ruwen van wollen stoffen gebruikt.
Een vergelijkbaar voorwerp is de hekel. Dit apparaat werd echter gebruikt om vlas te bewerken voor de huisweverij van linnen en voor het vrijmaken van de hennepvezels voor de touwslagerij.